# Isthme de Carélie
Pour les articles homonymes, voir Carélie.
L'isthme de Carélie (en finnois : Karjalankannas ; en russe : Карельский перешеек, ISO 9 : Karel'skij perešeek) est une étroite bande de terre de 55 à 110 km de largeur et de 150 à 180 km du nord au sud, séparant le lac Ladoga en Russie du golfe de Finlande.
Anciennement de la république de Novgorod et brièvement de la Finlande, ce territoire a été rattaché à la Russie soviétique à l'issue de la guerre d'Hiver, ce rattachement étant confirmé à la fin de la guerre de Continuation.
Les raïons de cette région ont appartenu à l'éphémère République socialiste soviétique carélo-finnoise et dépendent aujourd'hui administrativement pour quelques-uns de la ville de Saint-Pétersbourg et pour les autres de l'oblast de Léningrad.
La ville principale est Vyborg.

## Géographie
Le terrain de l'isthme a été influencé par la glaciation de la Vistule. Le point culminant de la moraine Lembolovo s'élève à 205 m. L'isthme n'a pas de montagne mais des collines par place. La rivière Vuoksi s'écoule vers le sud du lac Saimaa au lac Ladoga, partageant l'isthme en deux parties inégales.
Le canal de Saimaa ouvre en 1856 une liaison entre le lac Saimaa et la baie de Vyborg.
L'isthme est situé dans l'écorégion de taïga scandinave et russe. Phytogéographiquement l'isthme est à la jonction des phytodivision d'Europe centrale, d'Europe du nord et d'Europe de l'est de la région circumboréale du règne boréal.
L'isthme est principalement couvert d'une forêt de conifères de pin sylvestre et d'épicéa commun (75 % de la superficie) et de nombreux lacs comme le lac Soukhodolskoïe et le lac Gloubokoïe) et de tourbières (les zones humides occupent 5,5 % de la superficie). Dans la zone longeant le lac Ladoga du raïon de Vsevolojsk, les tourbières sont plus fréquentes qu'ailleurs. C'était aussi le cas des terres basses le long de la Neva avant qu'elles soient drainénes. Le sol est principalement de type podzosol, avec d'énormes rochers, en particulier dans le nord et le nord-ouest où on trouve de grands affleurements rocheux granitiques.
Les forêts sont composées de pin sylvestre (51 %), d'épicéa commun (29 %) et de bouleau verruqueux ou pubescent (16 %). Sur les sols plus fertiles on rencontre l'érable plane, l'aulne glutineux, l'aulne blanc, le tremble, le chêne pédonculé, le saule cendré, Salix myrsinifolia, le saule de l'Arctique, le tilleul à petites feuilles ou l'orme lisse.
La végétation commune des forêts de pins comprend : camarine noire, callune, genévrier commun, saule à oreillettes, Vaccinium vitis-idaea, Equisetum fluviatile, fougère-aigle, canche flexueuse, Carex globularis, Pleurozium schreberi, Sphagnum angustifolium, Sphagnum russowii, Cladonia. La végétation commune des forêts d'épicéa comprend : prêle des bois, oxalis petite oseille, myrtille, Avenella flexuosa, Calamagrostis faux-roseau, Carex globularis, Polytrichum commune, Sphagnum girgensohnii.
Dans les forêts de bouleaux on trouve entre-autres reine-des-prés, oxalis petite oseille, myrtille, Calamagrostis arundinacea et calamagrostide blanchâtre.

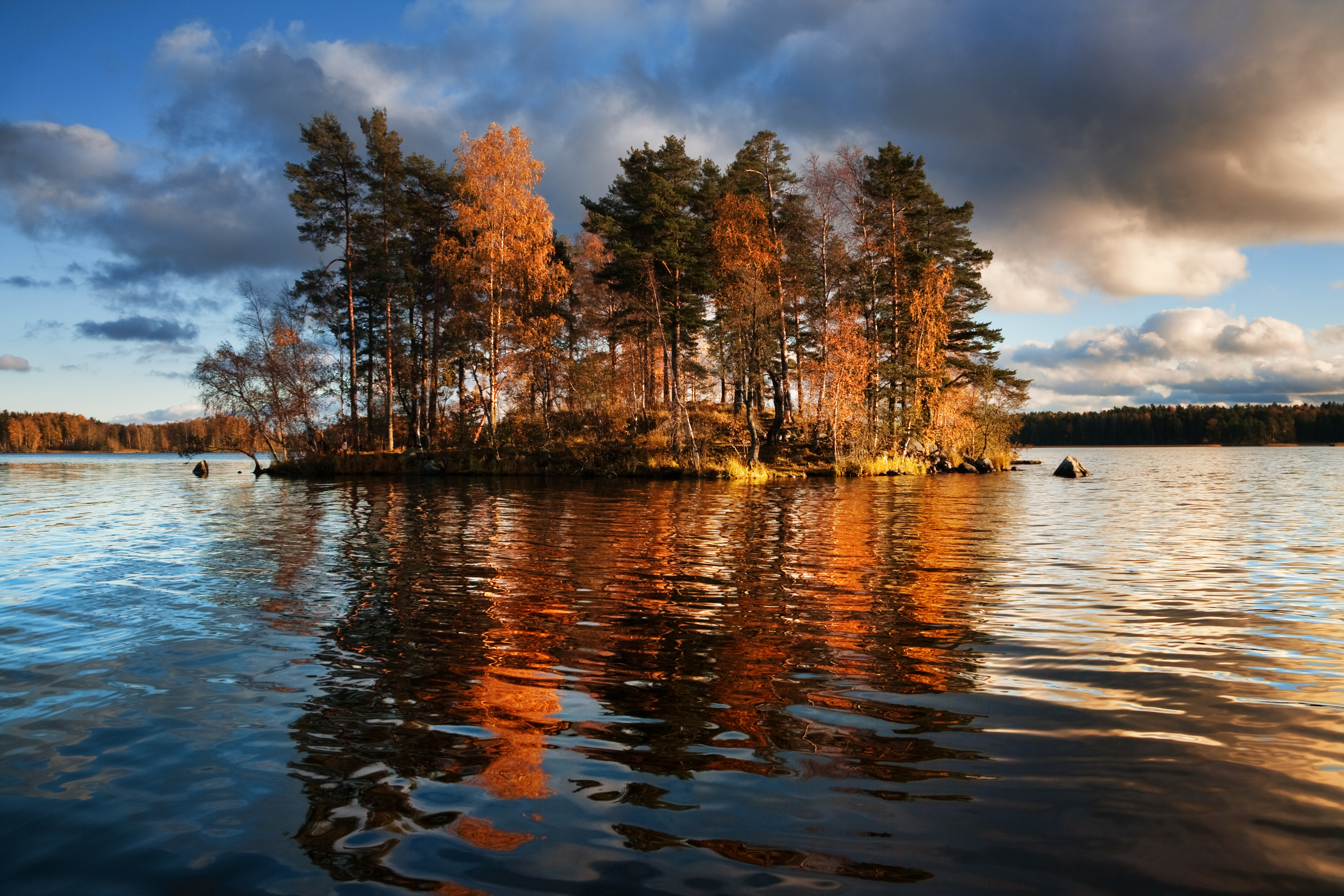
Le lac Vuoksa près de Priozersk.
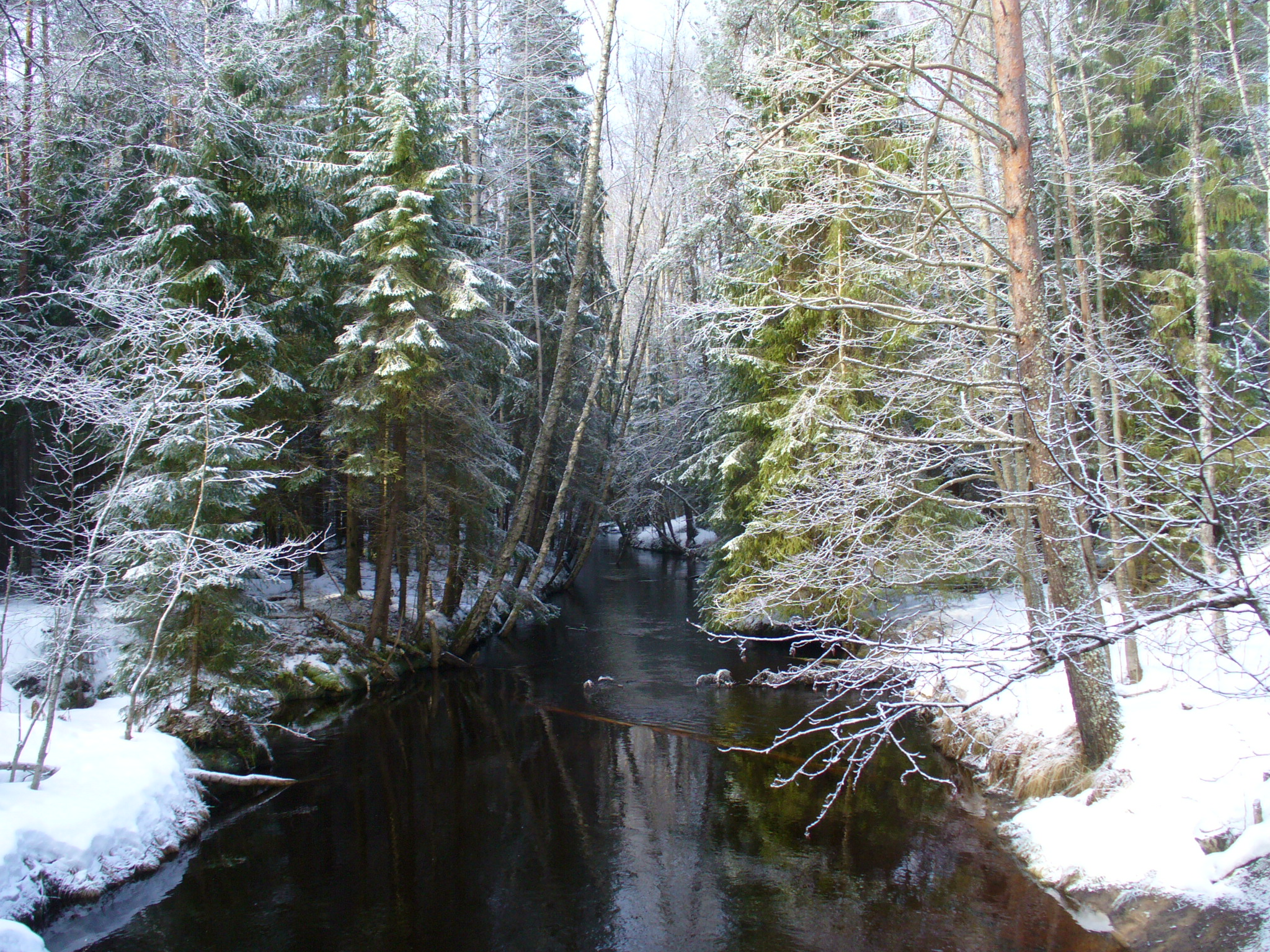
Leipäsuo.
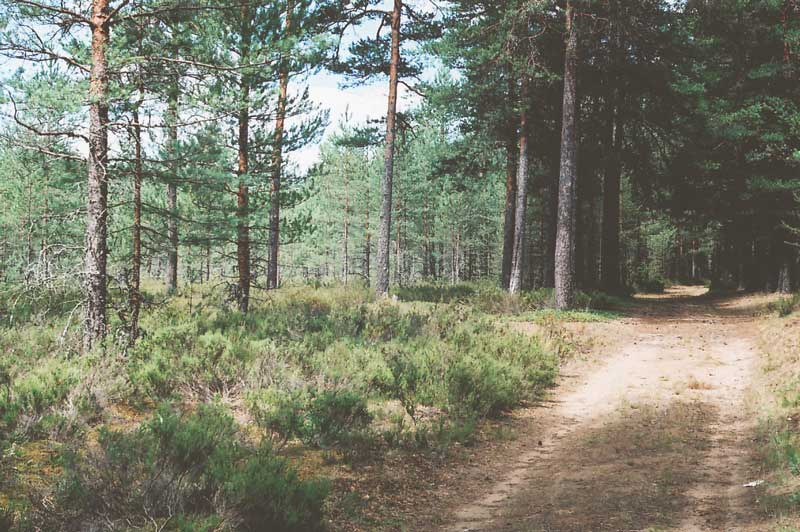
Forêt de pin sylvestre et sous-bois de Calluna vulgaris.
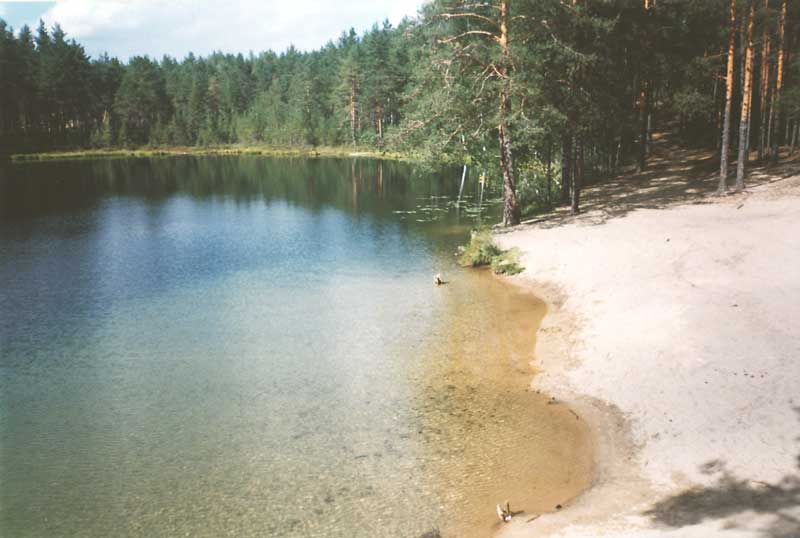
L'un des 700 lacs de l'isthme.
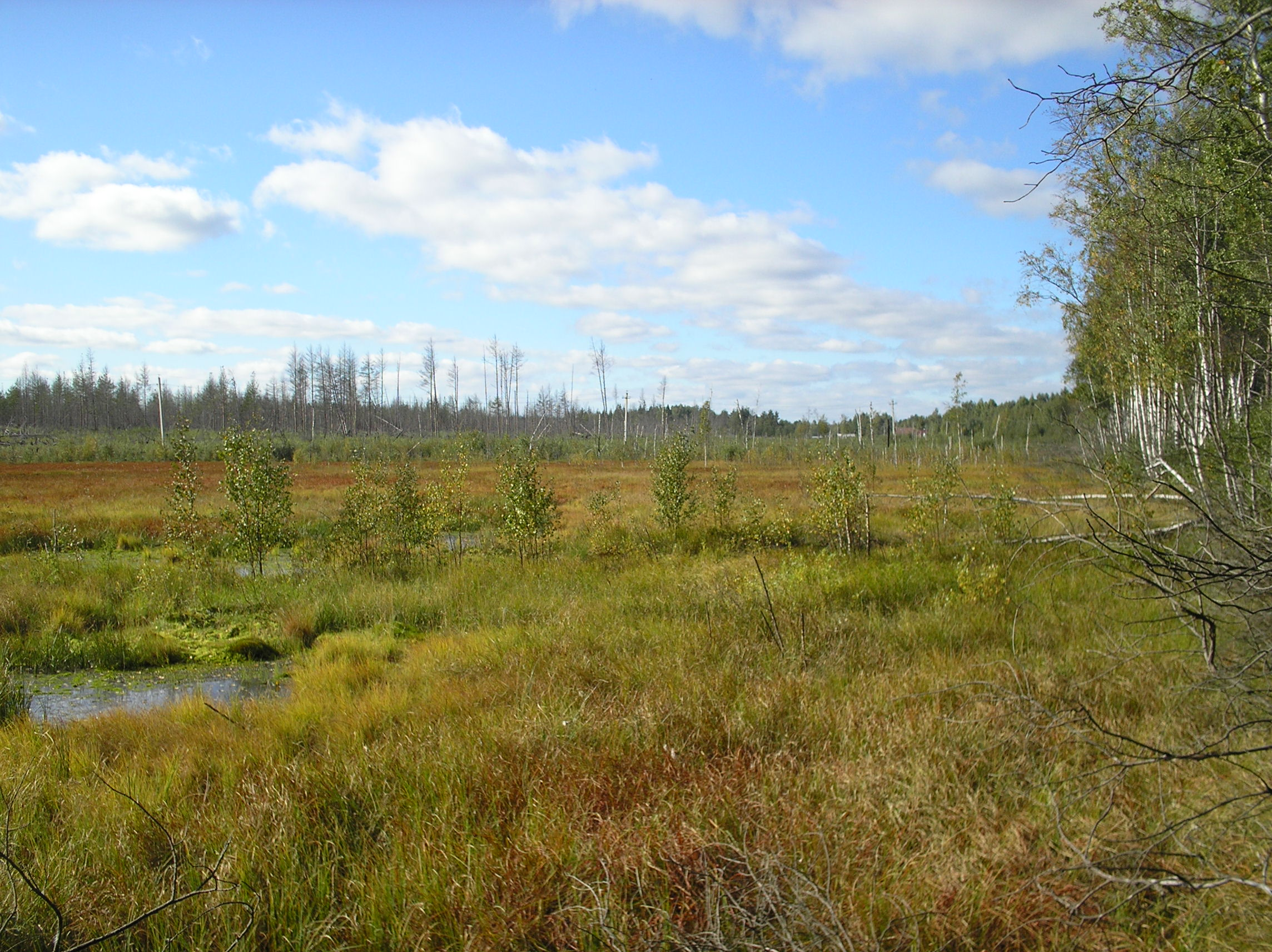
Marais près de Komarovo.
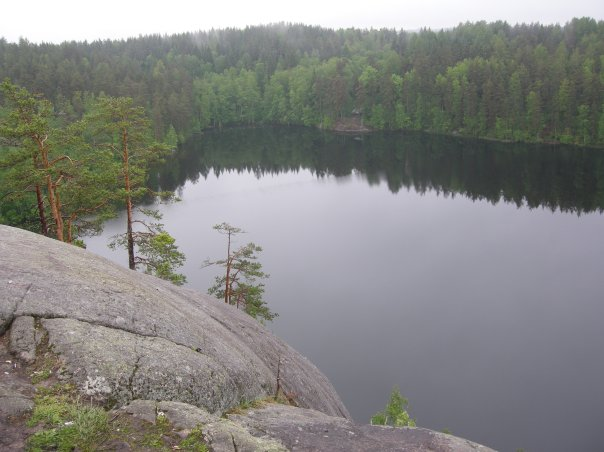
Le lac Iastrebinoïe.

## Tourisme
Une bande de terre de 20–35 km de large du raïon de Vyborg et de la république de Carélie à l'ouest de la voie ferrée Vyborg–Hiitola ainsi que les îles et les rivages de la baie de Vyborg appartiennent à la zone strictement gardée dite zone frontalière de la Russie, qui rejoint le lac Ladoga à Hiitola.
En 1993–2006, la bande était officiellement large de 5 km, mais en fait elle a toujours été beaucoup plus large.
L'accès à cette bande est interdite sans permission du FSB (du KGB au temps de l'URSS).

## Histoire

### Archéologie
L'isthme est habité depuis la préhistoire.
Des traces d'habitations datant des IVe et IIIe millénaires av. J.-C. ont été découvertes dans les environs de Kamennogorsk, au bord de la rivière Vouoksa.
De nombreux toponymes proviennent de populations nordiques, comme en Biarmie.
Depuis le XIXe siècle de nombreux sites archéologique ont été découverts dans l'isthme.
Des traces des périodes Mesolithique, Néolithique, Chalcolithique et de l'âge du bronze existent dans tout l'isthme.
La partie orientale présente de nombreux restes médiévaux.
De nombreuses tombes de Caréliens datant du Xe au XVe siècle ont été découvertes le long de la Vuoksi près du lac Soukhodolskoïe et en d'autres endroits du raïon de Priozersk,.

### Moyen Âge
Les anciennes chroniques rapportent les faits de peuples russes et caréliens dans la région entre le IXe et le XIe siècle, au nord de la Néva.
La frontière des possessions du prince Iaroslav le Sage passait en 1042 à la rivière Kymijoki à cent kilomètres à l'ouest de la baie de Vyborg.
Le traité de Nöteborg trace en 1323 la frontière entre les terres de la couronne de Suède et celles de la république de Novgorod qui passe au nord du lac Ladoga et au sud de Vyborg, le long de la rivière Sestra.
La partie russe comprenait le territoire des Votes, population finno-ougrienne, et la partie suédoise, les alentours de Vyborg.
Les Caréliens de la partie suédoise deviennent catholiques (et ensuite luthériens après la Réforme), ceux de la partie de Novgorod deviennent orthodoxes.

### DuXVIIeauXXesiècle
L'isthme devient entièrement suédois et luthérien au traité de Stolbovo en 1617, sauf quelques parties de l'Ingrie restées orthodoxes.
Le sud de l'Ingrie devient russe après la guerre du Nord et la plus grande partie de l'isthme entre dans le grand-duché de Finlande qui est associé à l'Empire russe en 1812.
Les villes sont peuplées au courant du XIXe siècle de Finlandais et de Caréliens, de Votes, etc., mais aussi de minorités suédoises, danoises, germano-baltes, et russes.

### Seconde Guerre mondiale
Les populations finno-ougriennes et finlandaises sont évacuées après le traité de Moscou (1940) mettant fin à la guerre d'Hiver, une partie retourne ensuite, mais est évacuée à nouveau à la fin de la Seconde Guerre mondiale.

### Après guerre
Les Caréliens aujourd'hui disposent de nombreuses associations reconnues depuis 1990 et ont retrouvé leurs lieux de culte.

## Villes principales

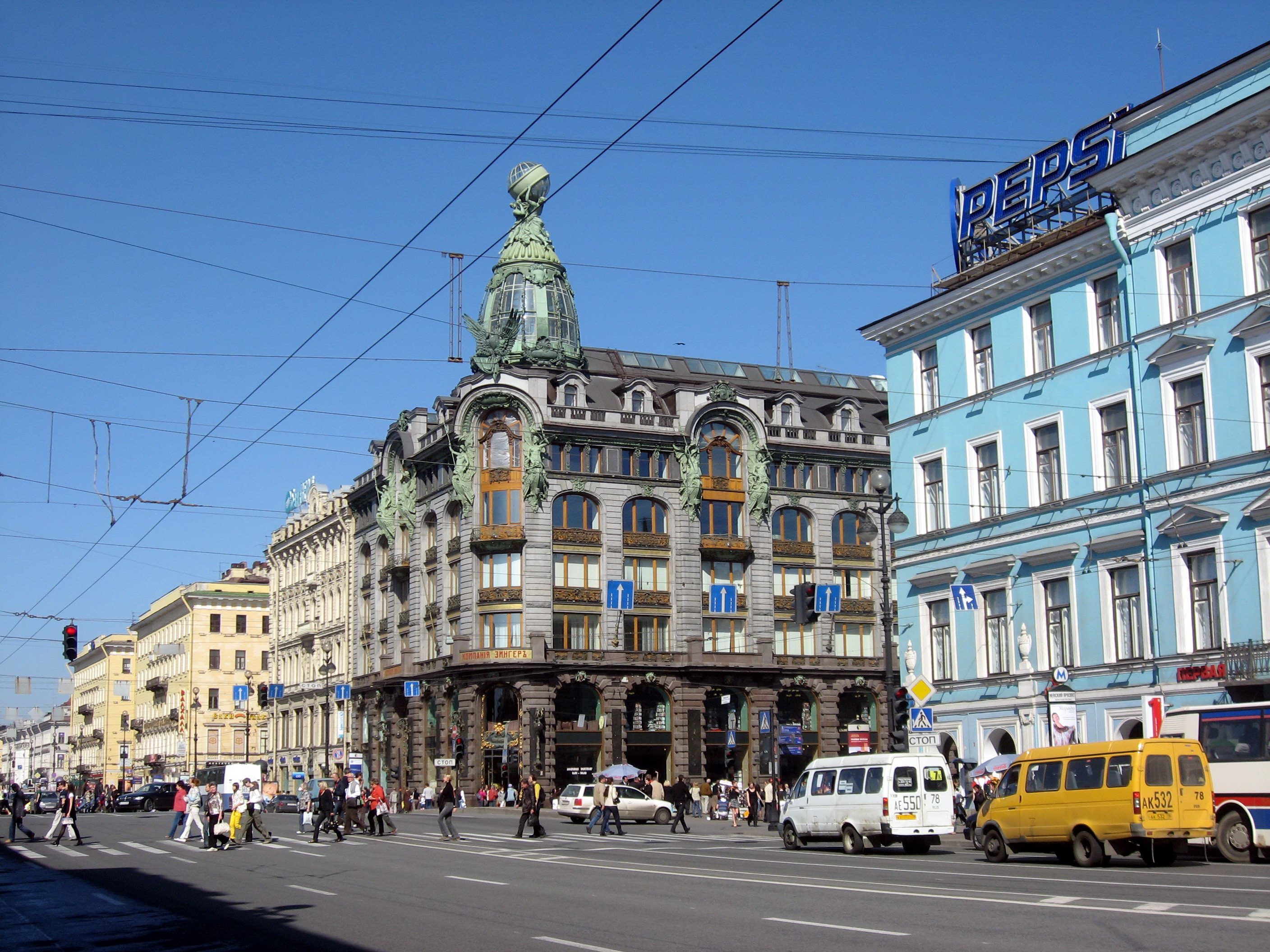
Une rue de Saint-Pétersbourg.

| Nom russe         | Nom finnois | Population (2013) |
| ----------------- | ----------- | ----------------- |
| Kamennogorsk      | Antrea      | 6 699             |
| Kouznetchnoïe     | Kaarlahti   | 4 422             |
| Lessogorski       | Jääski      |                   |
| Primorsk          | Koivisto    | 5 892             |
| Priozersk         | Käkisalmi   | 18 947            |
| Rochtchino        | Raivola     |                   |
| Saint-Pétersbourg | Pietari     | 5 222 347         |
| Sertolovo         | Sierattala  | 49 172            |
| Sestroretsk       | Siestarjoki | 37 966            |
| Sovetski          | Johannes    |                   |
| Svetogorsk        | Enso        | 15 955            |
| Toksovo           | Toksova     | 5 976             |
| Vsevolojsk        | Seuloskoi   | 62 129            |
| Vyborg            | Viipuri     | 80 896            |
| Vyssotsk          | Uuras       | 1 183             |
| Zelenogorsk       | Terijoki    | 12 859            |

## Transport

### Transport routier

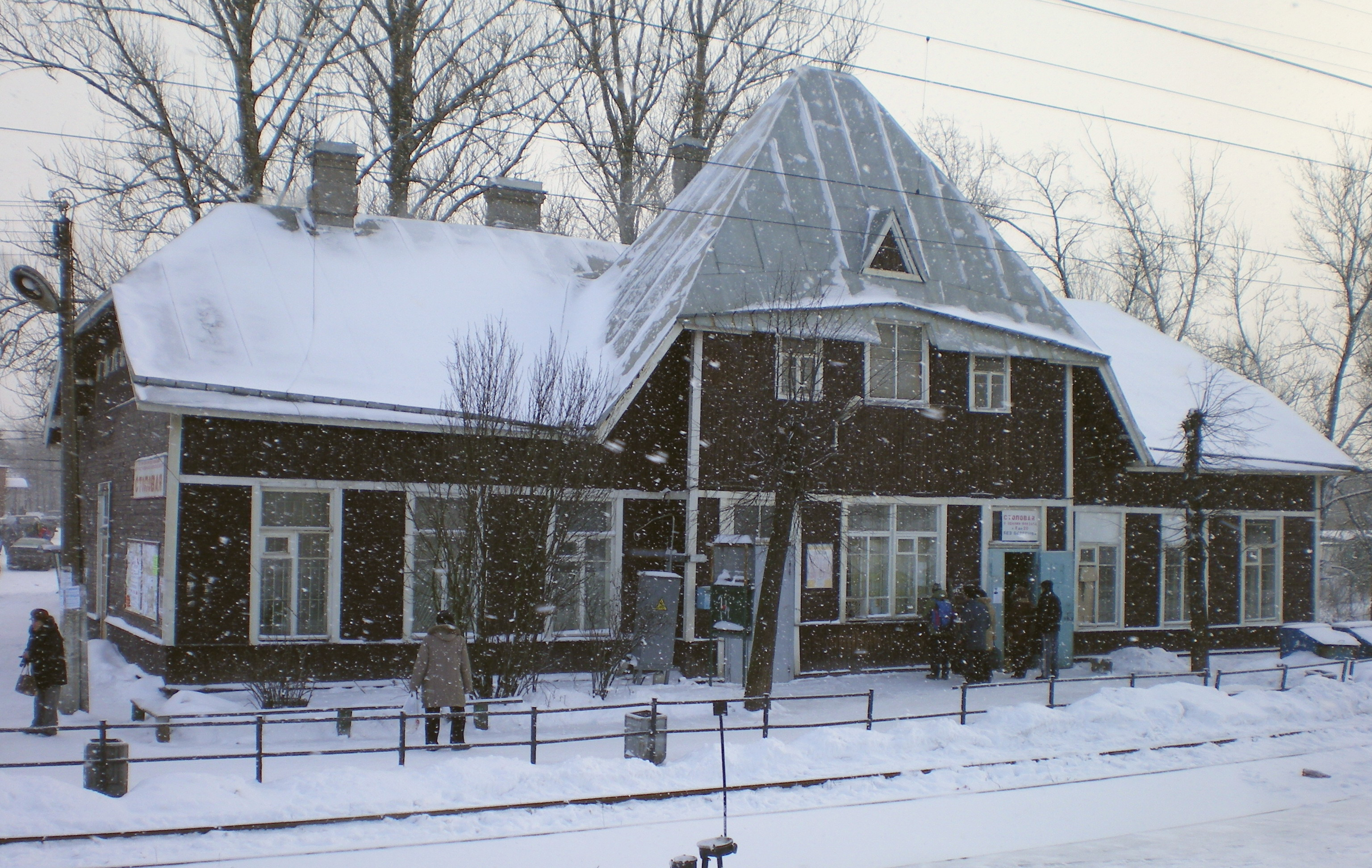
Gare de Toksovo avant sa rénovation en 2008

L'isthme est traversé par la route E18 "Scandinavia" passant par Saint-Pétersbourg, Vyborg et Vaalimaa.
Les principales routes de l'Isthme de Carélie sont les suivantes:
| Numéro    | Trajet                                                                               |
| --------- | ------------------------------------------------------------------------------------ |
| М10       | Saint-Pétersbourg — Vyborg — Vaalimaa (Frontière entre la Finlande et la Russie)     |
| A120      | Serovo — Vaskela — Kirovsk — Bolchaïa Ijora                                          |
| A122 (fi) | Saint-Pétersbourg — Pervomaïskoïé — Tolokonnikova (ru)                               |
| А123 (ru) | Beloostrov — Zelenogorsk — Primorsk — Vyborg                                         |
| А124      | Vyborg — Kamennogorsk (Kamennogorsk — Svetogorsk) — Melnikovo — Priozersk            |
| А125      | Serovo — Kamenka — Vyborg                                                            |
| А126      | Kyyrölä — Mälkölä (fi) — Borodino — Topolki                                          |
| А127      | Losevo — Zhitkova (fi) — Brusnichnoe (ru) (Frontière entre la Finlande et la Russie) |
| А128      | Saint-Pétersbourg — Vsevolojsk — Murja                                               |
| А129 (ru) | Saint-Pétersbourg — Priozersk — Sortavala                                            |

### Transport fluvial
Le canal de Saimaa (ouvert en 1856) est une liaison importante entre les eaux intérieures de Finlande et le golfe de Finlande.

### Transport ferroviaire
L'isthme est desservi par de nombreuses voies ferrées:
- Voie ferrée Saint Pétersbourg-Hiitola (en)
- Chemin de fer Riihimäki – Saint-Pétersbourg
- Saint-Pétersbourg – Sestroretsk – Beloostrov
- Voie ferrée Vyborg–Joensuu
- Saint-Pétersbourg – Vsevolojsk – Ladozhskoye Ozero
- Saint-Pétersbourg – Vsevolojsk – Petrokrepost – Nevskaya Dubrovka
- Vyborg – Veschevo (en)
- Kamennogorsk – Svetogorsk – Imatra
- Zelenogorsk – Primorsk – Sovetski – Vyborg

Les trains arrivent de la gare de Saint-Pétersbourg-Finlande et de la gare de Ladojski (en) de Saint-Pétersbourg: